# Устьколодское общество
Устьколодское общество — сельское общество в составе Коловской волости Пудожского уезда Олонецкой губернии

## Состав[1]
| № | Населённый пункт               | Расстояние до волостного правления в верстах | Всего жителей (1873) | Всего жителей (1905) |
| - | ------------------------------ | -------------------------------------------- | -------------------- | -------------------- |
| 1 | Кубовская (Усть-Колода)        | 40                                           | 186                  | 225                  |
| 2 | Над Водлой-рекой (Усть-Колода) | 40¼                                          | 135                  | 174                  |
| 3 | Нигозеро                       | 55                                           | 8                    | 7                    |

В деревне Кубовская по состоянию на 1905 год находилась школа.
Всё население по состоянию на 1905 год — 406 человек, на 1873 — 329.
В настоящее время территория общества относится к Пудожскому району Республики Карелия.

## Источник
- Список населенных мест Олонецкой губернии (1905) https://www.prlib.ru/item/370962 стр. 254—255
- http://xn----7sbehhevkhuhcb0b4b4bzki.xn--p1ai/w/snmtwovolost/75